# Vipio stictonotus
Vipio stictonotus är en stekelart som beskrevs av Cameron 1906. Vipio stictonotus ingår i släktet Vipio och familjen bracksteklar. Inga underarter finns listade i Catalogue of Life.